# عارف جولزاده
عارف جولزاده (بالفارسية: عارف قلی‌زاده) هو لاعب كرة قدم إيراني في مركز الدفاع، ولد في 1938 في تبريز في إيران، وتوفي في أبريل 2015 في طهران في إيران. شارك مع منتخب إيران لكرة القدم. أما مع النوادي، فقد لعب مع نادي استقلال طهران.

## وصلات خارجية
- عارف جولزاده على موقع ناشيونال فوتبول تيمز (الإنجليزية)